# کارلا-بل
کارلا-بل (به فرانسوی: Carla-Bayle) یک کمون در بخش آرییژ در جنوب غربی فرانسه است. این کمون زادگاه پیر بل (۱۷۴۷–۱۶۴۷)، فیلسوف و نویسنده پروتستان بود که به خاطر آثارش دربارهٔ تحمل دینی و دائرةالمعارف خود شناخته شده بود.

## تاریخچه
در ابتدا با نام کارلا لو کنت، این کمون در قرن شانزدهم قبل از سرکوب دولت، به مرکز فعالیت پروتستان تبدیل شد. پیر بل، فیلسوف و نویسنده مهم پروتستان در اینجا متولد شد.

در طول انقلاب این کمون به کارلا لو پوپل تغییر نام یافت؛ و بعدها کمون به افتخار بل به کارلا بل تغییر نام یافت. هم‌اکنون موزه ای به پیر بل اختصاص داده شده‌است و این شهر محل زندگی تعدادی از هنرمندان است و گالری‌های بسیاری در آن وجود دارد.

## هم چنین ببینید
- List of places named after people
- Communes of the Ariège department